# Église Saint-Bernadette de Champigny-sur-Marne
Pour les articles homonymes, voir Église Sainte-Bernadette.
L'église Sainte-Bernadette est une église catholique située à Champigny-sur-Marne, dans le Val-de-Marne,.

## Histoire
Elle a été construite en 1938 par Charles Venner, pour l'Œuvre des Chantiers du Cardinal.
En 2021 y a été ajoutée une réplique de la grotte de Lourdes,.

## Architecture
C'est un bâtiment allongé avec un chevet plat.